# باشگاه فوتبال آترومیتوس
باشگاه فوتبال آترومیتوس (انگلیسی: Atromitos F.C.) باشگاه فوتبالی است که در پریستری ، آتن واقع شده‌است. این تیم در سوپر لیگ فوتبال یونان بازی می‌کند و در سال ۱۹۲۳ بنیان نهاده شد. ورزشگاه خانگی این تیم پریستری است که گنجایش ۸٬۹۶۹ نفر را دارد.

## افتخارات
سوپر لیگ
- رتبه سوم (۲):۱۹۲۷–۲۸، ۲۰۱۲–۱۳

جام حذفی
- نایب قهرمان (۲): ۲۰۱۰–۱۱، ۲۰۱۱–۱۲

لیگ دسته اول
- قهرمان (۲): ۱۹۷۹–۸۰، [۱] ۲۰۰۸–۰۹[۲]